# Josef Tichatschek

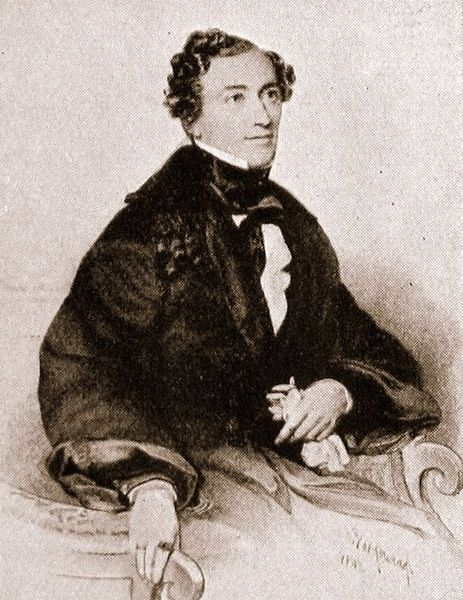
Josef Tichatschek

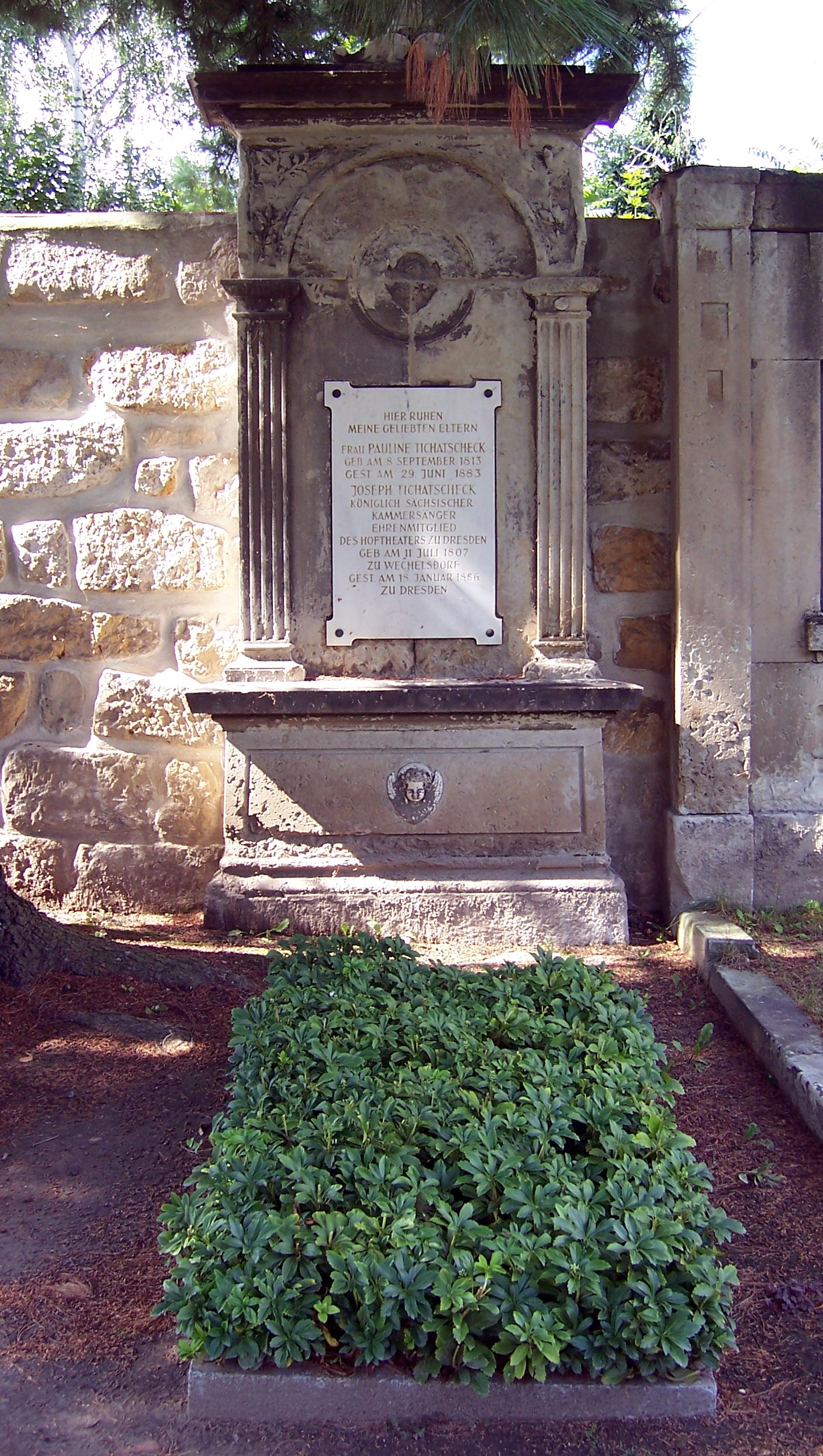
Grab Tichatscheks auf dem Alten Katholischen Friedhof in Dresden

Josef Tichatschek (auch Joseph Aloys Tichatschek, tschechisch Josef Ticháček; * 11. Juli 1807 in Weckelsdorf, Kaisertum Österreich; † 18. Januar 1886 in Dresden) war ein deutscher Opernsänger tschechischer Abstammung (Tenor).

## Leben
Nach dem Besuch des Braunauer Stiftsgymnasiums begann Josef Tichatschek 1827 in Wien zunächst ein Medizinstudium, widmete sich jedoch bald mehr dem Studium der Musik. 1830 fand er Aufnahme im Chor des Kärntnertortheaters in Wien. Gleichzeitig studierte er Gesang bei dem italienischen Tenor Giuseppe Ciccimarra (1790–1836). 1833 sang er bereits eigene kleine Partien. 1834 erhielt er ein Engagement als erster Tenor in Graz. 1837 fand er nach einem sehr gelungenen Gastspiel in Dresden eine Anstellung an der Dresdner Oper und wurde zugleich Sänger im Chor der Katholischen Hofkirche zu Dresden. Er wirkte mit der Sängerin Wilhelmine Schröder-Devrient und dem seit 1842 an der Dresdner Oper als Kapellmeister tätigen Richard Wagner künstlerisch sehr erfolgreich zusammen. Insbesondere in Richard Wagners Rienzi, Tannhäuser und Lohengrin wurde Tichatschek als Sänger vom Publikum und den Kritikern gefeiert. Er gab in ganz Europa zahlreiche Gastspiele. 1870 beendete er die Sängerlaufbahn. Er war Ehrenmitglied der Dresdner Oper und Mitglied im Bund der Freimaurer.
Seinen Lebensabend verbrachte Joseph Tichatschek in Dresden, wo er 1886 starb und auf dem Alten Katholischen Friedhof beigesetzt wurde. Nach ihm wurde die in den Dresdner Stadtteilen Pieschen und Trachau verlaufendeTichatscheckstraße benannt.

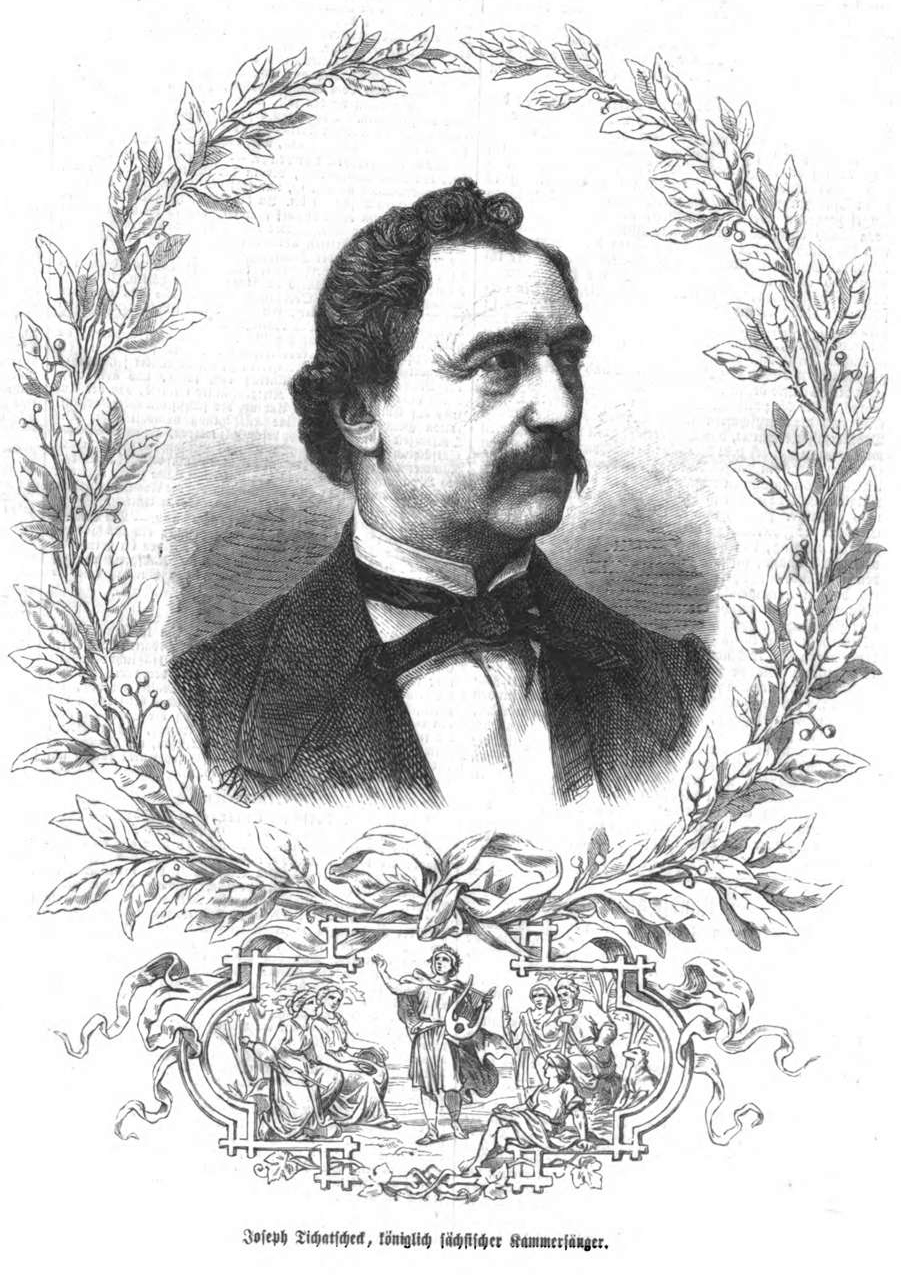
Josef Tichatschek. Grafik von Adolf Neumann
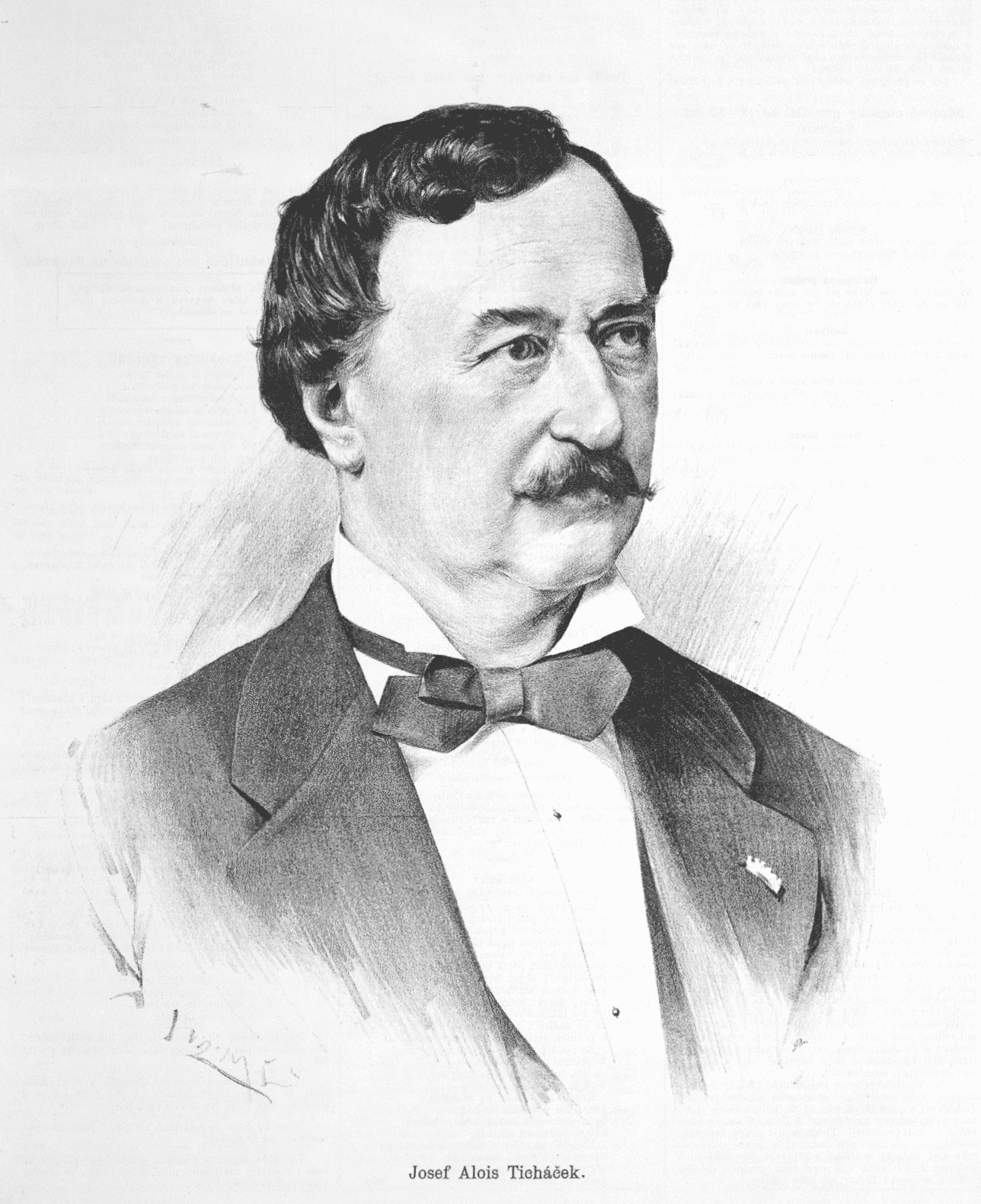
Josef Tichatschek
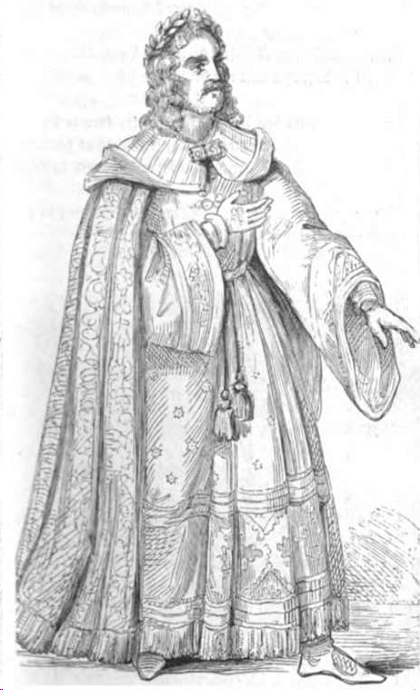
In der Rolle des Cola Rienzi (1842)
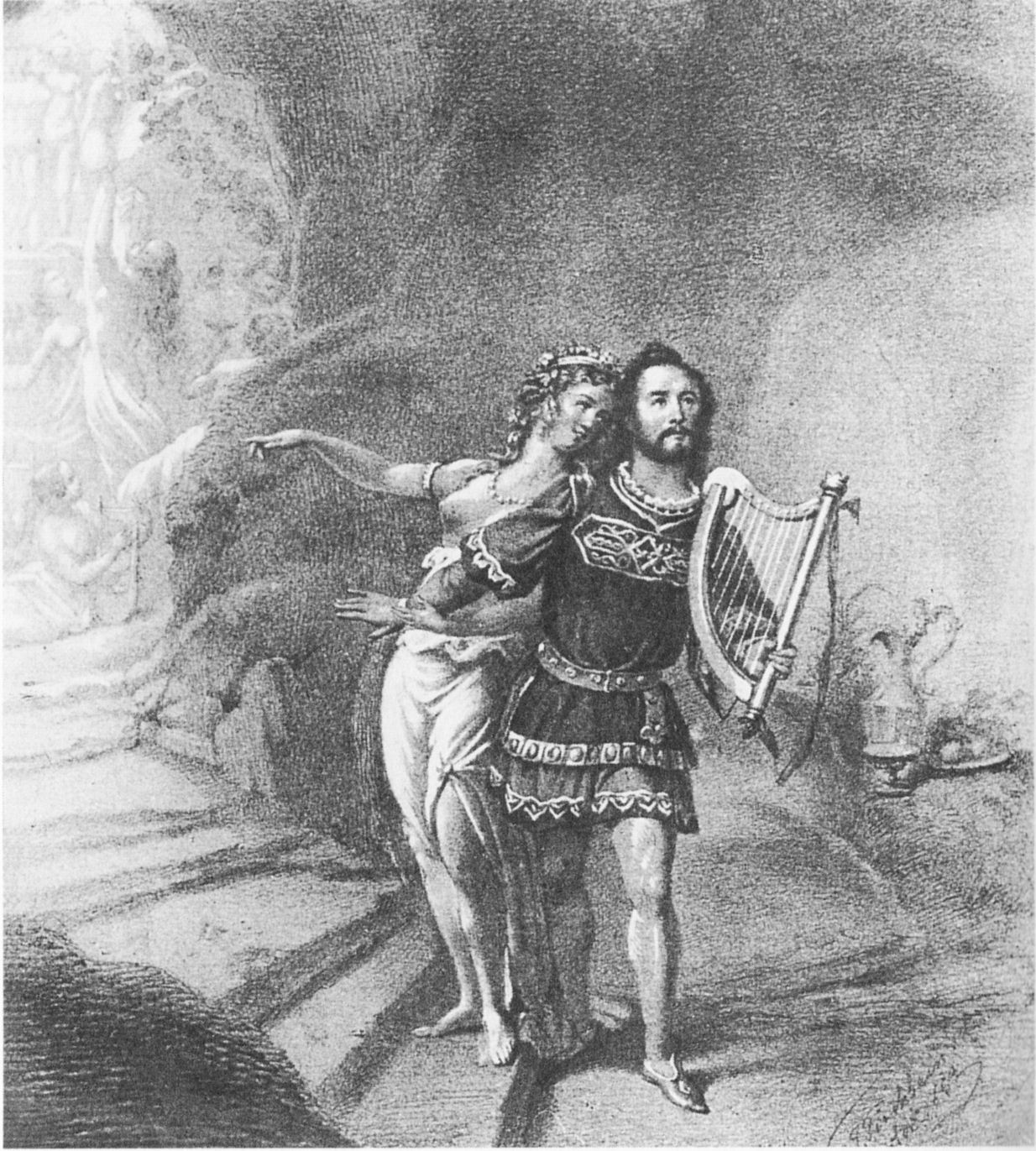
Tichatschek mit der Schröder-Devrient in der Uraufführung des Tannhäuser (1845)

## Schüler (Auswahl)
- Natalie Haenisch[3]